# Ferreira de Sousa
José Ferreira de Sousa (Santa Cruz, 10 de setembro de 1899 — Rio de Janeiro, 14 de maio de 1975) foi um político brasileiro, membro da Assembleia constituinte de 1934, deputado federal, de 1935 a 1937, e senador pelo Rio Grande do Norte, de 1946 a 1955.

## Biografia
Ferreira de Sousa era filho de Ezequiel Mergelino de Sousa e de Amália Adélia Ferreira de Sousa. Seu pai foi deputado na Assembleia Legislativa do Rio Grande do Norte em 1915, ou seja, a carreira política já estava presente na família.
José sempre estudou em escolas públicas; entre elas estavam: Instituto Pedrosa (Guarabira - PB), Ateneu Rio-Grandense (Natal - RN), Colégio Diocesano Santo Antônio (Natal - RN), Colégio Salesiano Sagrado Coração (Recife - PE) e Ginásio Aires da Gama (Recife - PE). Quando terminou o Ensino Médio, cursou Direito na Faculdade de Direito de Recife, onde se formou em dezembro de 1920.
Atuava como advogado em Natal quando foi eleito para deputado estadual no ano de 1921. Ainda nesse ano, foi eleito segundo-secretário da Assembléia Legislativa do Rio Grande do Norte.
Tornou-se professor de direito comercial na Escola de Comércio de Natal, em 1922, mesmo ano em que foi vice-presidente da instituição, cargo no qual permaneceu por seis anos. Ainda foi consultor da Delegacia Fiscal do Tesouro Nacional do Rio Grande do Norte e, em 1924, reeleito deputado estadual, cumprindo seu mandato até 1928.
Em seu segundo mandato como deputado, de 1924 a 1928, participou da Assembléia Constituinte do Rio Grande do Norte de 1926. Concluída sua atuação neste cargo, José Sousa se mudou para o Rio de Janeiro - capital na época - em 1928, onde passou a exercer a profissão de advogado e de auxiliar do consultor do Ministério da Fazenda. Neste mesmo ano, representou seu estado no Congresso de Cooperativas de Crédito, que aconteceu no Rio de Janeiro.
Em maio de 1933, foi eleito como deputado à Assembleia Nacional Constituinte, pela legenda do Partido Popular do Rio Grande do Norte. Com a eleição presidencial na sequência, teve seu mandato estendido até maio de 1935. No ano seguinte, representou o Rio Grande do Norte no Congresso de Direito Processual e, ainda em 1936, se tornou professor livre-docente de economia política na Faculdade de Direito do Rio de Janeiro. Tornou-se, depois, Professor Catedrático de Direito Comercial nesta instituição.
Com o Estado Novo, em 1937, e consequentemente a dissolução dos órgãos legislativos brasileiros, teve seu mandato interrompido e passou a lecionar direito internacional público e comercial na Faculdade Nacional de Direito, no Rio de Janeiro, de 1938 a 1939. Retoma sua participação no Ministério da Fazenda, em 1939, como procurador-adjunto e permanece na função até 1941, mesmo ano em que participa do III Congresso de Juristas Brasileiros. 